# ダイロクセンス
『ダイロクセンス』は、長門知大による日本の漫画作品。『別冊少年マガジン』（講談社）にて、2021年2月号から2022年4月号まで連載。過去には作者の長門知大の過去作である『将来的に死んでくれ』とのコラボイラストを用いたクリアファイルも制作されている。

## あらすじ
主人公の白原は、引ったくり犯を捕まえるために部下の鹿ノ坂のカメラ（15万4700円）を投げて壊してしまう。その後、弁償のために訪れたデパートで開催されていた「知恵の輪大会」の優勝賞品が、自身が壊したカメラと同じモデルのカメラであることを知った白原は、大会に参加する。また、マジシャンとして活躍している四椿ルイも知恵の輪大会に参加していた。白原の知恵の輪に接着剤を塗るなどしてルイも健闘はしたものの、白原の知恵の輪を破壊するという荒業により、結果的に白原が優勝し、優勝賞品のカメラを獲得した。そのすぐ後、デパート内で殺人事件が発生した。白原からカメラを譲渡して貰う代わりに犯人逮捕への協力を約束したルイの協力を得て、白原は犯人逮捕に成功する。しかし、その騒ぎの中で白原からカメラをもらいそびれたルイは、白原にカメラを渡すように催促するが、白原は既に部下にカメラを譲渡し終えた後であった。また、ルイはその際に事件現場に連れて行かれ、霊視の力を用いて事件の解決に協力する。そして、白原から今後の捜査への協力を要請されたルイは、霊視の力を用いて捜査に協力することを約束する。

## 登場人物
白原 菫（）
警視庁の地下にあるお荷物部署「警視庁 刑事部 特別第六課」の係長。
強度の高い知恵の輪でも破壊してしまうほどの怪力の持ち主で、仕事でも武闘派の脳筋だが刑事らしく洞察力は高い。喫煙者。
四椿 ルイ（）
首の傷を引っ掻くことにより死者の五感を追体験することができるという「霊視」の能力を持つ14歳の少年。
普段は有名マジシャン「ルイ」として活動しているが、菫と知り合ってからは第六課のコンサルタントとして捜査に協力する。基本、初対面の人の前では猫をかぶっている。
志葉 未織（）
第六課のメンバー。
何故かいつもジャージを着ている。コンピュータ解析を得意とする。
鬼堂 京平（）
第六課のメンバー。
愛想は無いが実は子供の扱いが上手いらしい。菫の部下の中では最も強く菫を慕っている。
鹿ノ坂 真琴（）
第六課のメンバー。
気は弱めでかなりのお人好し。喫茶店でバイト経験がありコーヒーを淹れるのが上手い。未織に片想い中。

## 書誌情報
- 長門知大『ダイロクセンス』講談社〈講談社コミックス〉、全3巻
  1. 2021年6月9日発売[4][5]、ISBN 978-4-06-522797-8
  2. 2021年6月9日発売[6]、ISBN 978-4-06-525137-9
  3. 2022年4月8日発売[7]、ISBN 978-4-06-527274-9